# Eredita (Ogliastro Cilento)
Eredita (‘Rerta’ in dialetto cilentano) è una frazione del comune di Ogliastro Cilento in Campania. Conserva l'aspetto dell'antico borgo cilentano.

## Storia
Secondo la tradizione orale, Eredita è nata per la fuga degli abitanti delle coste di Paestum (tra il decimo e l'undicesimo secolo) a causa delle incursioni dei saraceni.
La tradizione orale ricorda la fuga del vescovo di Paestum recante con sé il Tabernacolo per non farlo cadere in mano ai Saraceni. Fu seguito, nella fuga, da molti concittadini. Attraverso i boschi dalla fitta vegetazione, raggiunsero il luogo dove ora sorge Eredita.
Il vescovo fece scolpire su una pietra «Hic posita Hereditas mea» («Qui è posta la mia eredità»). Questa fu la prima pietra della chiesa di Eredita. Ancora oggi si può ammirare il bellissimo Tabernacolo.
Successivamente, intorno al 1600, vi fu una terribile incursione di Saraceni volta a saccheggiare tutti i paesi della costa cilentana. Fu avvistata anche Eredita ma non si riuscì a trovare, in mezzo ai boschi, la strada per raggiungerla. Incontrarono un pastore che indicò loro una strada in tutt'altra direzione. Quando capirono di essere stati ingannati decisero di raggiungere in ogni modo il paese e, appena arrivati, si precipitarono nella chiesa per saccheggiarla. Sull'altare videro la statua del pastore che li aveva fuorviati. Il comandante del manipolo si tolse il cinturone d'oro e lo mise a tracolla alla statua di San Giovanni (il pastore).
Questo cinturone è stato venduto all'inizio del '900 quando è stata restaurata la chiesa.

## Descrizione
Eredita, come tutto il comune di Ogliastro Cilento, faceva parte dello “stato” ecclesiastico di Agropoli a cui spettavano i “doveri” feudali.  
Nel 1445, le fonti, riportano una controversia tra i sindaci di Eredita ed Ogliastro con il commissario nominato dal duca di Calabria (proprietario del feudo) che pretendeva di riscuotere la “colletta” (3 once) per l’incoronazione di quest’ultimo. Le autorità locali dimostrarono di essere in possesso di un «regium privilegium» che esentava i due comuni dal versare 2 delle 3 once previste. 
Nei secoli successivi Eredita, come tutto il comune, passò da un feudatario all'altro. L’ultimo "dominus” (fino al 1800) risulta essere Giovanni Battista Perrotti, che lo aveva ereditato dal padre Biagio, unitamente al titolo di barone. 
Il borgo, di evidente impianto medioevale, è caratterizzato da strette vie molto ripide, su cui prospettano case e palazzi per la maggior parte in pietra locale a vista.